# ساورن، ساسکاچوان
ساورن، ساسکاچوان (به انگلیسی: Sovereign) یک منطقهٔ مسکونی در کانادا است که در ساسکاچوان واقع شده‌است. ساورن ۱٫۱۴ کیلومتر مربع مساحت و ۲۵ نفر جمعیت دارد.